# Dalibor Doder
Dalibor Doder (* 24. Mai 1979 in Malmö) ist ein schwedischer Handballspieler. Der Sohn serbischer Eltern ist 1,79 m groß.
Doder, der zuletzt für den schwedischen Club Vinslövs HK spielte und für die schwedische Nationalmannschaft auflief, wird überwiegend als mittlerer Rückraumspieler eingesetzt.

## Karriere
Dalibor Doder begann in seiner Heimatstadt bei Malmö HP. 1995 kam er in die Jugendabteilung des benachbarten Erstligisten LUGI HF, für den er 1997 in der ersten schwedischen Liga debütierte und dort in 122 Spielen 704 Tore erzielte. 2003 wechselte er zum benachbarten IFK Ystad HK. Da er aber weder mit Lund noch mit Ystad je zur Spitzengruppe der Liga gehörte, nahm er Anfang 2005 die Chance wahr, nach Spanien zum dortigen Zweitligisten SD Teucro Ence zu wechseln. Nach einem halben Jahr wechselte Doder zum Aufsteiger in die Liga ASOBAL, BM Aragón. Mit den Männern aus Saragossa qualifizierte er sich auf Anhieb für den EHF-Pokal und zog in der darauf folgenden Saison gleich ins Finale dieses Wettbewerbs ein, wo sein Team allerdings dem SC Magdeburg unterlag. Im Jahr 2009 wechselte er zum Ligarivalen Ademar León. Zur Saison 2010/11 wechselte Doder zum Bundesliga-Absteiger GWD Minden. Im Jahr 2012 feierte er mit Minden den Wiederaufstieg in die Bundesliga. Nachdem Doder mit Minden in der Saison 2015/16 in der 2. Bundesliga antrat, kehrte er anschließend wieder in die Bundesliga zurück. Im Sommer 2019 wechselte Doder zum schwedischen Erstligisten Ystads IF HF. Mit Ystads gewann er 2022 die schwedische Meisterschaft. Im Sommer 2022 kehrt er zum IFK Ystad zurück. Im November 2022 wechselte er zu Vinslövs HK. nach der Saison 2023/24 verließ er den Verein.
Dalibor Doder hat 146 Länderspiele für die schwedische Nationalmannschaft bestritten. Nachdem sich Schweden für die WM 2007 in Deutschland nicht qualifizieren konnte, wurde er mit der Nationalmannschaft bei der WM 2009 Siebter. Bei der Weltmeisterschaft 2011 in seinem Heimatland belegte er mit dem schwedischen Team den vierten Platz und wurde als bester Rückraum-Mitte-Spieler in das All-Star-Team gewählt. Im Sommer 2012 gewann er bei den Olympischen Spielen in London mit Schweden die Silbermedaille.

## Bundesligabilanz
| Saison    | Verein     | Spielklasse | Spiele | Tore | 7-Meter | Feldtore |
| --------- | ---------- | ----------- | ------ | ---- | ------- | -------- |
| 2012/13   | GWD Minden | Bundesliga  | 20     | 83   | 0       | 83       |
| 2013/14   | GWD Minden | Bundesliga  | 29     | 104  | 6       | 98       |
| 2014/15   | GWD Minden | Bundesliga  | 28     | 105  | 7       | 98       |
| 2016/17   | GWD Minden | Bundesliga  | 31     | 71   | 1       | 70       |
| 2017/18   | GWD Minden | Bundesliga  | 32     | 79   | 0       | 79       |
| 2018/19   | GWD Minden | Bundesliga  | 30     | 99   | 31      | 68       |
| 2012–2019 | gesamt     | Bundesliga  | 170    | 541  | 45      | 496      |